# حديقة فيرساي
حديقة فيرساي المعروفة أيضًا باسم حديقة قصر فيرساي، هي حديقة تمتد على مساحة تقدر بنحو 815 هكتار على أراضي بلدة فرساي، في إقليم إيفلين في فرنسا. كانت تُعرف باسم "الحديقة الكبيرة"، وقد قُلصت مساحتها بشكل كبير خلال الثورة الفرنسية، وهي تُدار حالياً من قبل المؤسسة العامة لقصر فيرساي وممتلكاته.
في هذه الحديقة المُغلقة بالكامل، تتواجد العديد من المعالم والمباني مثل قصر فيرساي وقصر بيتي تريانون وقصر الكبير تريانون وقرية الملكة وحدائق قصر فيرساي بالنمط الفرنسي الذي صممه أندريه لو نوتر. تحتضن الحديقة أيضاً حدائق تريانون، بما في ذلك حديقة ماري أنطوانيت بنمط صيني إنجليزي والحديقة الملكية ومجمعين كبيرين للمياه: القناة الكبيرة وبحيرة السويس.
تُشغل باقي الحديقة بأراضي غابات أو زراعية، ويمر بها ممرات كبيرة مستقيمة. وهناك يتدفق نهر جالي الذي يستنزف القناة الكبيرة ويتدفق نحو الغرب. تحدد حدود الحديقة من الشرق بواسطة المناطق الحضرية في فيرساي ولو شيناي، ومن الشمال بحديقة شافرولوب للأشجار في بلدة روكونكور، ومن الغرب بسهول فيرساي. في الجنوب، يمكن العثور على مركز البحوث للمعهد الوطني للبحوث الزراعية، والذي يحتل أراضي مزرعة ميناجيري القديمة، ومنزل لا لانتيرن، والمعسكر العسكري للبحارة.

## تاريخ

### مشروع لويس الرابع عشر

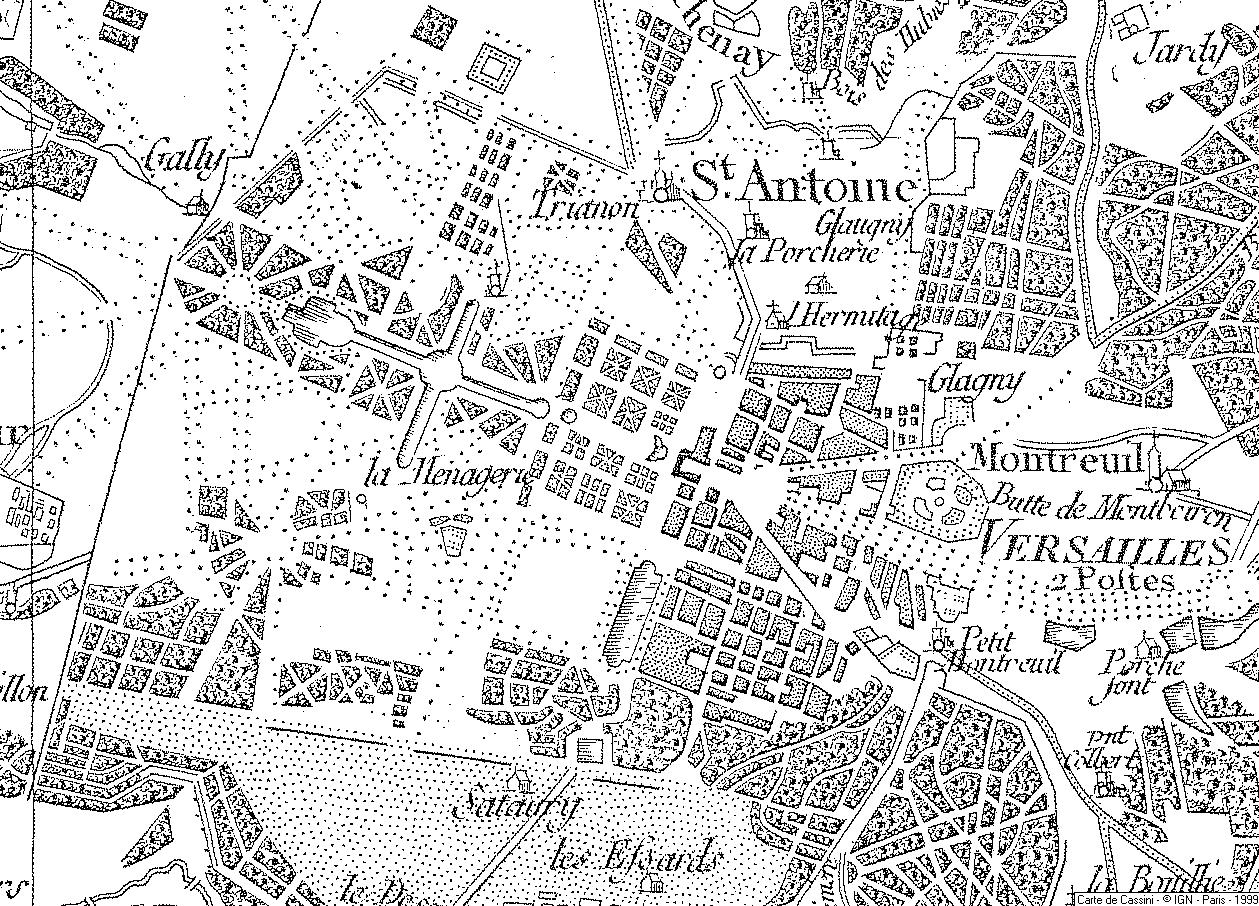
المجال الملكي لفرساي كما يظهر على خريطة كاسيني.

في القرن السابع عشر، أراد الملك لويس الرابع عشر أن يستقر بعيدًا عن باريس. ولهذا الغرض، بحث عن مساحة واسعة لبناء قصر يتناسب مع سلطته. اختار قصر فيرساي للقيام بذلك، ولتصميم حديقة خاصة بذوقه، استعان بحديقة القصر أندريه لو نوتر. نظرًا لأن الأرض كانت مستنقعية، استغرقت أعمال التصريف وزراعة الأشجار عدة سنوات. منذ بداية العقد السادس عشر، بدأ لو نوتر بجلب الأشجار الناضجة من جميع أنحاء فرنسا. وهكذا، جاءت الدردار والزيزفون من غابة كومبيين، والنجيل والبلوط من دوفينيه. كما جاء العديد من النباتات من حديقة قصر فو لو فيكونت أيضًا. ولتصميم الحديقة، اضطر العاملون لاستيراد كل شيء تقريبًا: الأشجار والزهور وحتى المياه.
في حدائق فيرساي، الزهور مزروعة بأشكال هندسية، والممرات مستقيمة والحمامات متماثلة. تعكس تقدم العلوم والرياضيات (خصوصًا مع شخصية رينيه ديكارت) في حديقة فيرساي. قام لو نوتر بتصميم الحمامات والتراسات وفقًا لقواعد الوهم البصري: تبدو القناة الكبيرة قريبة عندما يكون الزائر قرب القصر. في عهد لويس الرابع عشر، كان يجب على مئات من العمال الاعتناء بالحديقة. لو نوتر فرض نمطًا انتشر في جميع أنحاء أوروبا: نمط الحديقة الفرنسية. وبمزج أشجار الدردر والزهور والعشب، تقدم الحدائق نماذج هندسية تشبه البلاطات المزينة بأشكال معقدة.